# Otley (Suffolk)
Pour les articles homonymes, voir Otley.
Otley est un village et une paroisse civile du Suffolk, en Angleterre.